# Hana Majaj
Hana Majaj (14 de septiembre de 1982) es una exnadadora jordana, especializada en pruebas de mariposa. Representó a Jordania en los Juegos Olímpicos de Sídney 2000. Entrenó natación y buceo con los BYU Cougars, equipo de la Universidad Brigham Young de Provo (Utah).
Majaj solamente compitió en la prueba de 200 metros mariposa femenina en los Juegos Olímpicos de Sídney 2000. Recibió una invitación de la FINA por un programa universitario, sin lograr un tiempo mínimo clasificatorio. Participó en la primera serie contra otras tres nadadoras: Chan Ala Suet de Hong Kong, Tinka Dančević de Croacia, y Ana Carolina Aguilera de Argentina. Finalizó con un tiempo de 2:31.78, el más alto de todas las series, por lo que no se clasificó para las semifinales y quedó en la posición 36.ª en las series preliminares.